# Tsanggar-Kloster
Das Tsanggar-Kloster (chinesisch Shizang si 石藏寺) oder Tsanggar Döndrub Rabten Ling (tib. gTsang sgar don drub rab brtan gling) ist ein Gelugpa-Kloster des tibetischen Buddhismus in der tibetischen Kulturregion Amdo.
Es liegt im Kreis Tongde/Kawasumdo (ka ba sum mdo) der nordwestchinesischen Provinz Qinghai. Das Kloster wurde 1765 von Tsang Pandita Tenpe Gyatsho (gtsang pandita bstan pa'i rgya mtsho; 1737–1780) gegründet, der enge Verbindungen zum Kloster Trashilhünpo hatte.
Das Kloster wurde 1941 von dem muslimischen Warlord Ma Bufang zerstört und später wieder aufgebaut. 
Es steht seit 1988 auf der Liste der Denkmäler der Provinz Qinghai.